# 渋沢詩子
渋沢 詩子（しぶさわ うたこ、1941年1月26日 - ）は、日本の女優、声優、ナレーター。東京市牛込区（現・東京都新宿区）出身。

## 来歴
小学4年の時に劇団こまどりに入団。その後、中学卒業と同時に松竹音楽舞踊学校に進み1957年に退団。事務所はその後、松竹歌劇団、ヘラルド映画プロ、大映、同人舎プロダクション、サンエース企画に所属していた。1959年、『花嫁さんは世界一』で映画デビュー。女優業の傍ら声優としても活躍。『ララミー牧場』の吹き替えで人気を得る。ナタリー・ウッドの吹き替えで知られている。
また、1969年に開始したNET（現：テレビ朝日）『クイズタイムショック』の初代アシスタントを務めた。
6歳年下の大原麗子とは公私ともに仲の良い親友であった。

## 出演作品

### テレビドラマ
- 忍者ハットリくん+忍者怪獣ジッポウ 第22話「タマシイ入れかえの術でござる」（1967年、NET / 東映） - ヤス夫の母
- 三匹の侍
- 素浪人花山大吉
- 銭形平次
  - 第245回「長兵衛の災難」（1971年）
  - 第304回「恋と十手」（1972年）
  - 第362回「ついてない男」（1973年）
- 遠山の金さん捕物帳 第72回「花の街に居残った男」 - お照
- プレイガール 第171話「怪談 恐怖の吸血幽霊」（1972年、12ch / 東映） - 大塚加代

### 映画
- 花嫁さんは世界一（1959年）
- 男の銘柄（1961年）
- うるさい妹たち（1961年）
- 若い奴らの階段（1961年）
- 家庭の事情（1962年）
- すてきな16才（1962年）
- スーダラ節 わかっちゃいるけどやめられねぇ（1962年）
- 真昼の罠（1962年）
- 八月生れの女（1963年）
- 嘘（1963年）
- 巨人　大隈重信（1963年）
- 温泉女医（1964年）
- 青春の風（1968年）
- 青春の鐘（1969年、日活） - 依田春久の妻
- ワン．ツー．パンチ 三百六十五歩のマーチ（1969年）
- 夜遊びの帝王（1970年）
- 土忍記 風の天狗（1979年）
- 喜劇 男の顔は人生よ（1971年）
- 関東流れ者（1971年）

### 吹き替え

#### 女優
ナタリー・ウッド
- 求婚専科（ヘレン）
- 最后の接吻（モニーク・ブレア）
- 草原の輝き（ウィルマ）※NET版
- 捜索者（デビー・エドワーズ）※NET新録版
- 初恋（マージョリー）
- 理由なき反抗（ジュディ）※テレビ朝日版

#### 洋画・海外ドラマ
- 栄光のル・マン（リサ〈エンガ・アンデルセン〉）※フジテレビ版
- カラミティ・ジェーン（ケティ・ブラウン〈アリン・アン・マクレリー〉）
- 看護婦物語「実習生は天才エンジニア」（モニカ〈ジューン・ハーディング〉）
- 逆転（エミリー・ストラットマン〈ダイアン・ベイカー〉）
- 虐殺！ハックの猛襲（土曜映画劇場で「海賊ゲリラ大襲撃」）（シンディ〈モナ・フリーマン〉）
- 銀の盃（デボラ〈ピア・アンジェリ〉）
- 栗色のマッドレー（マッドレー〈ジェーン・ダベンポート〉）※東京12チャンネル版
- クルーゾー警部（リサ・モレル〈デリア・ボッカルド〉）
- 刑事コロンボ 5時30分の目撃者（ナディア〈レスリー・アン・ウォーレン〉）
- 軽蔑（カミーユ・ジャヴァル〈ブリジット・バルドー〉）
- 決死圏SOS宇宙船（リサ・ハートマン〈ロニー・フォン・リーデル〉）
- 孤独な関係（ナタリー〈イナ・バリン〉）
- 蜃気楼（シーラ〈ダイアン・ベイカー〉）
- 青年（ロザンナ〈スーザン・ストラスバーグ〉）
- 空から星が降ってくる（ヘルガ・ヘルド〈イナ・バウアー〉）※NHK版
- 隊長ブーリバ（ナタリア〈クリスティーネ・カウフマン〉）
- タイム・マシン 80万年後の世界へ（ウィーナ〈イヴェット・ミミュー〉）
- タイムトンネル 「魔術士マーリン」(グイネビア<リサ・ジャク>)」
- 太陽の下の10万ドル（ペペ〈アンドレア・パリジー〉）
- 打撃王（エレノア・トゥイッチェル・ゲーリッグ〈テレサ・ライト〉）
- 探偵ストレンジ「消えた衣装事件」（クリケット〈イレーン・テーラー〉）
- 地下室のメロディー（ブリジット〈カルラ・マルリエ〉）※テレビ東京初回放送版
- 追跡（トビイ・シャーウッド〈ステファニー・パワーズ〉）
- 2ペンスの希望（マリア・フィオーレ）※NHK版
- 遠い国（ルネ・ヴァロン〈コリンヌ・カルヴェ〉）※NET版
- 遠い太鼓（ジュディ〈マリ・アルドン〉）※フジテレビ版
- フィフィ大空をゆく（ミミ〈ミーレーユ・ネイグル〉）※NHK版
- 辺境の谷（ローズ〈ベリンダ・モンゴメリー〉）※NHK版
- 弁護士ジャッド「裁きは心の中に」（アリシア〈カレン・ブラック〉）
- 弁護士ペリー・メイスン「華麗なる死の誘惑」
- ララミー牧場（アンディ・シャーマン）
- ワイルドキャット（スーザン〈ペギー・アン・ガーナー〉）※NHK版
- 若き獅子たち（ホープ〈ホープ・ラング〉）※NET版
- わんぱくデニス テレビドラマ（デニス〈ジェイ・ノース〉）

#### 海外アニメ
- チュースケとチュータ（チュータ）※テレビ版
- ドボチョン一家の幽霊旅行（ミッチィ）

### テレビアニメ
- ジャングル黒べえ（1973年）
- デビルマン（1973年） - アルロン[8]
- ペリーヌ物語（1978年） - ナレーター
- 未来ロボ ダルタニアス（1979年） - キャティーヌ

### その他
- 家族そろって歌合戦（2代目アシスタント）
- できるでショウか（レギュラー）
- クイズタイムショック（初代アシスタント）